# Яблучний
Я́блучний (рос. Яблочный, башк. Яблочный) — присілок (у минулому селище) у складі Благовіщенського району Башкортостану, Росія. Входить до складу Удільно-Дуванейської сільської ради.
Населення — 12 осіб (2010; 9 в 2002).
Національний склад:
- росіяни — 78 %